# Paul Lotsij
Paulus Jan „Paul“ Lotsij (* 4. Februar 1880 in Dordrecht; † 19. September 1910 in Amsterdam) war ein niederländischer Ruderer.
Im Jahr 1900 trat er zusammen mit seinem Bruder Geert, Coenraad Hiebendaal, Johannes Terwogt und Steuermann Hermanus Brockmann bei den Olympischen Spielen in Paris im Vierer mit Steuermann an. Im zweiten Halbfinale landeten sie auf dem ersten Platz. Aufgrund einer Kontroverse um die Finalteilnehmer, gab es letztendlich zwei Finalläufe mit eigens vergebenen Medaillen. Im zweiten Finallauf nahm Lotsij mit seinem Team teil und gewann die Silbermedaille.
Lotsij war Mitglied in der ASR Nereus, einem Ruderverein von Amsterdamer Studenten. Er schloss an der Universiteit van Amsterdam 1907 ein Jurastudium ab. Sein Bruder Dirk war Fußballnationalspieler der Niederlande.